# فيسبرم
فيسبرم هي من أقدم المدن الحضارية بالمجر. تعتبر مدينة ذات حقوق مقاطعة. تقع 15 كيلومتراً شمال بحيرة بالاتون، وهي المركز الإداري للمقاطعة (كوميتاتوس) التي تحمل نفس الاسم.

## أصل التسمية
اشتق اسم المدينة من الاسم الشخصي السلافي الغربي بيزبريم (بالسلافية البدائية: Bezprěmъ) الذي يعني حرفيًا "عنيد"، "واثق من نفسه، غير راغب في التراجع". بيسبريم (قبل عام 1002)، فيزبريم (1086)، بيزبريمينسيس (1109). نشأ شكل فيزبريم في عادات الكتابة القروسطية المبكرة والتبادل المتكرر للحرفين "B" و"V" تحت تأثير اللغة اليونانية. فبدلاً عن ذلك، يتكون اسم المدينة من كلمتين مجريتين أصيلتين هما Vesz (شراء) وPrém (فرو)، وتعني حرفياً "يشتري الفرو".

## السكان
المجموعات العرقية (2001 إحصائيات)
- مجريون - 94.7%
- جرمن - 1.7%
- آخرون - 1%
- لا إجابة - 2.6%

الديانة (2001 إحصائيات)
- رومان كاثوليك - 57%
- كالفينيون - 9.7%
- لوثريون - 3%
- آخرون- 1.3%
- ملحدين - 19%
- لا إجابة - 10%

## توأمة
لفيسبرم اتفاقيات توأمة مع كل من:
- طيرة الكرمل
- بوتروب (1987 - )
- باساو
- Ottignies-Louvain-la-Neuve [الإنجليزية]‏
- Žamberk [الإنجليزية]‏
- Treptow-Köpenick [الإنجليزية]‏
- هاسكوفو
- فريساغرانديناريا
- زنفتنبيرغ

## معرض الصور

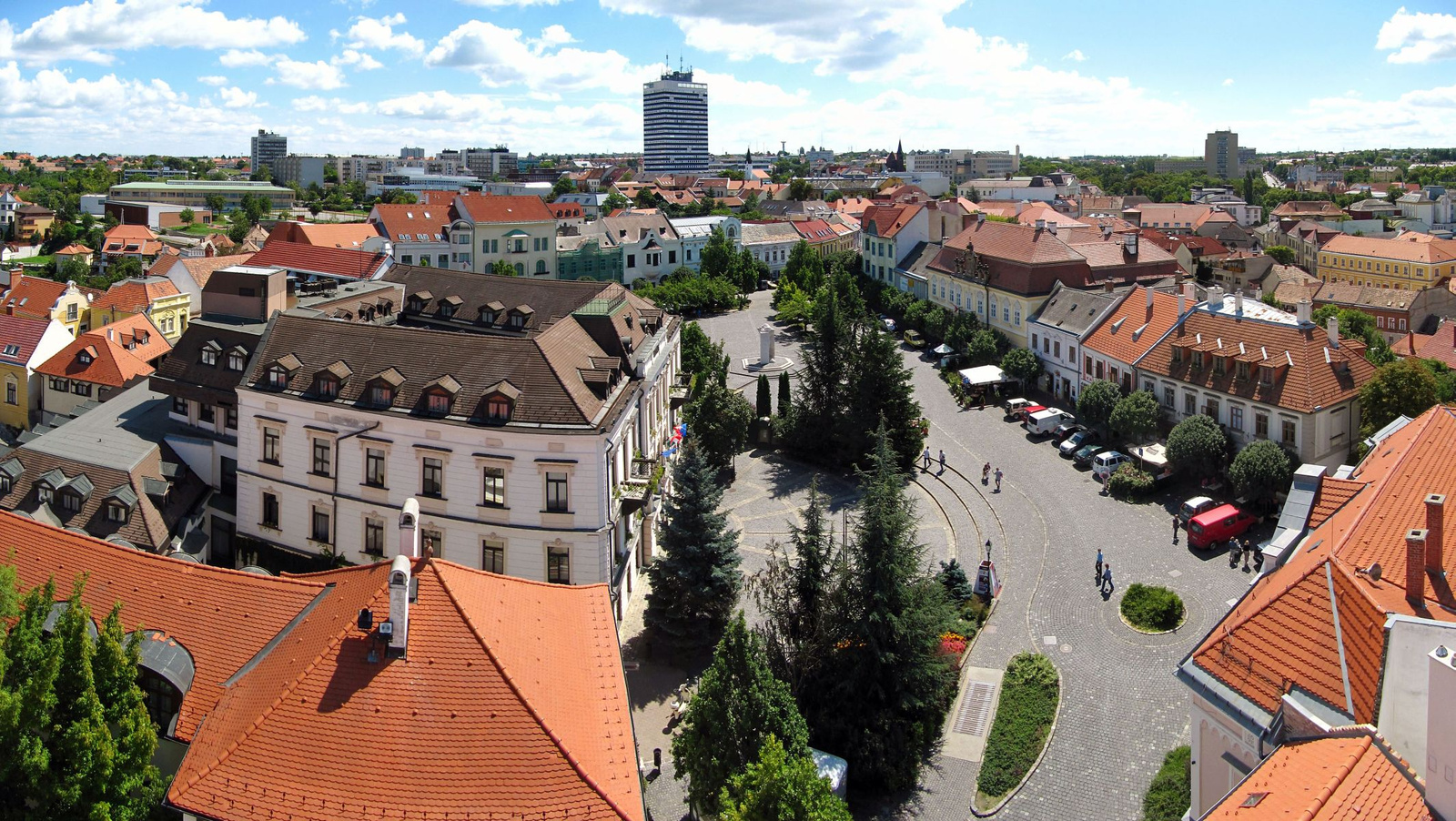
مشهد للمدينة
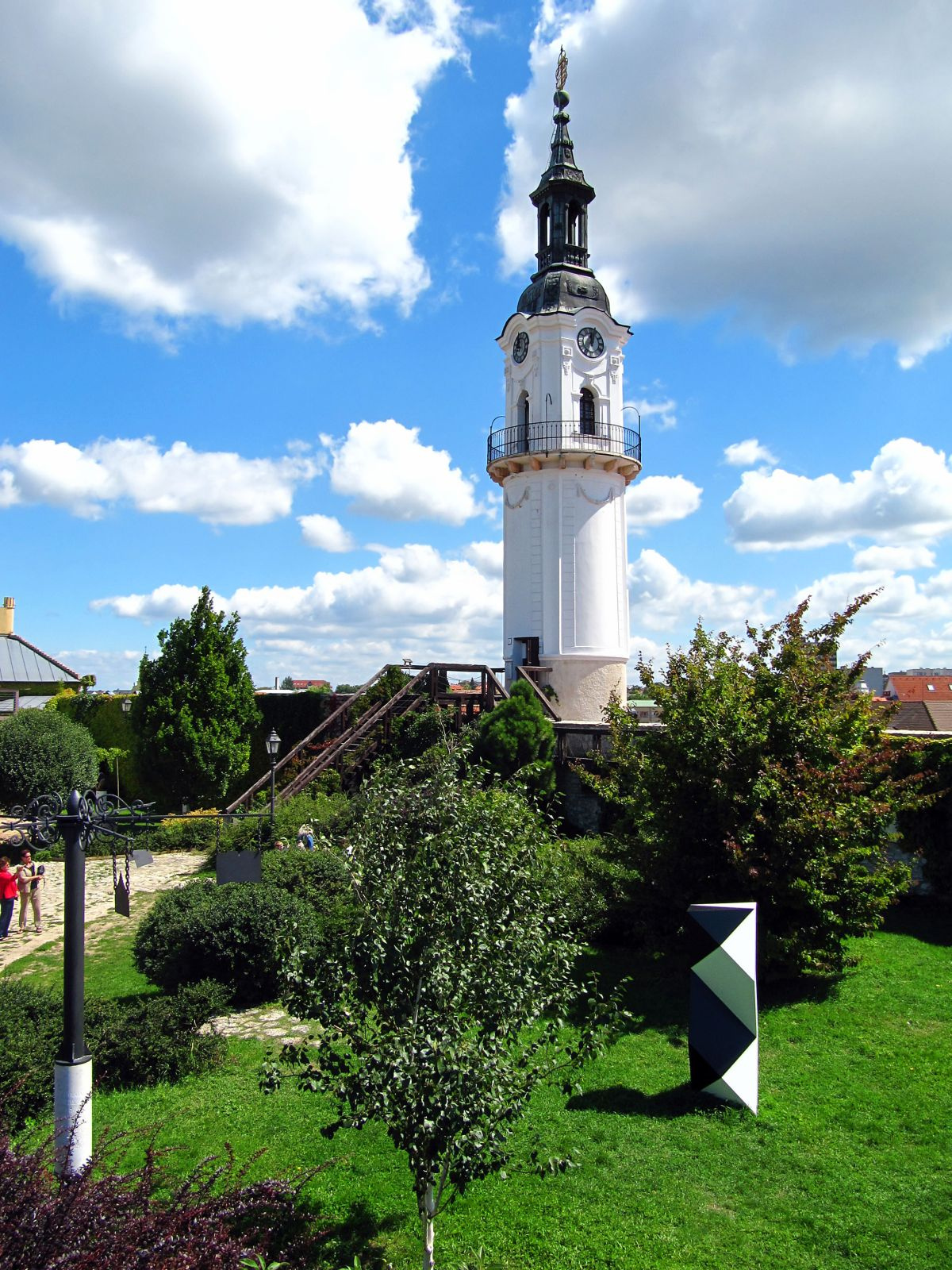
مشهد للمدينة
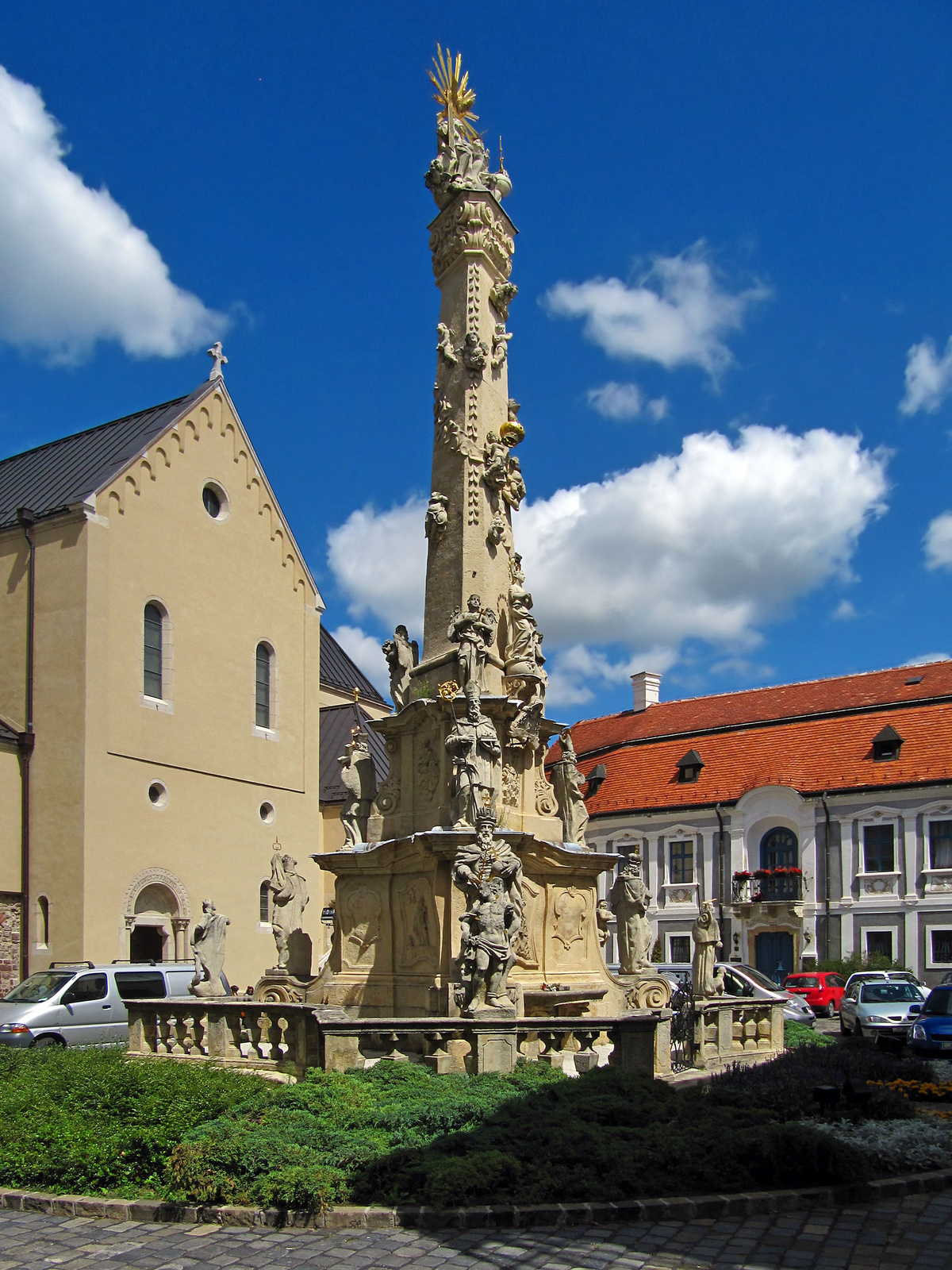
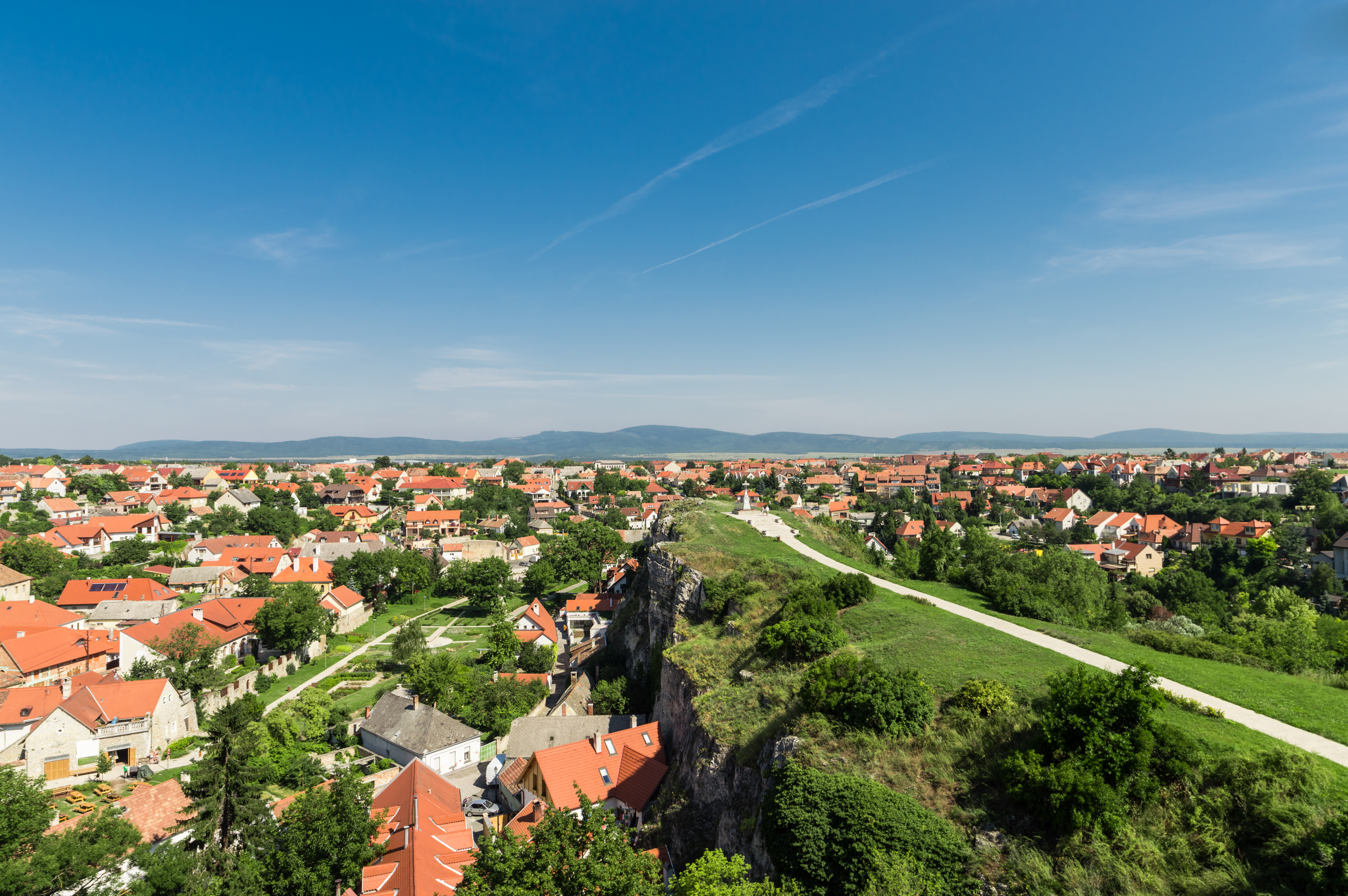
مشهد لقصر هيل
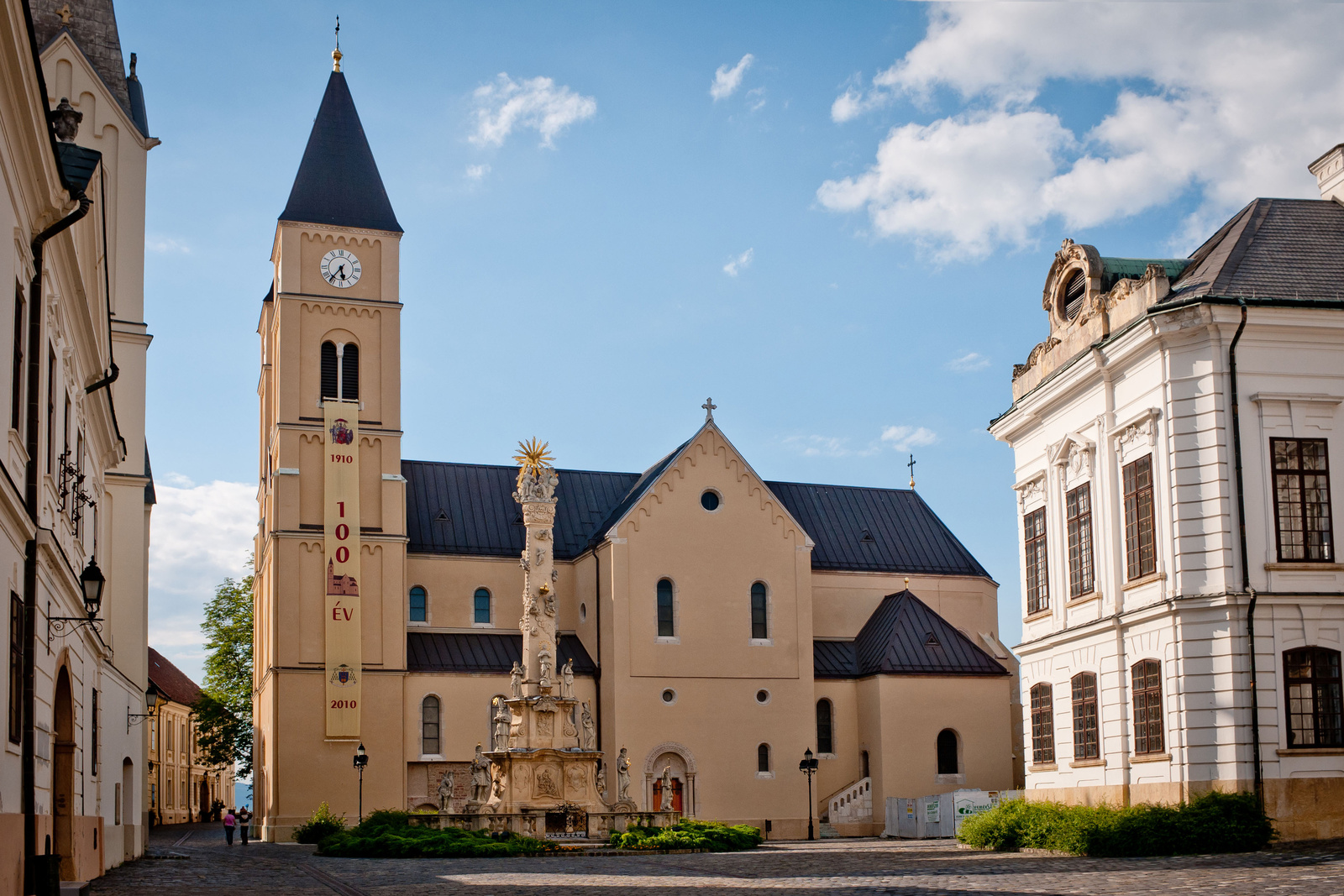
كاتدرائية فيسبرم
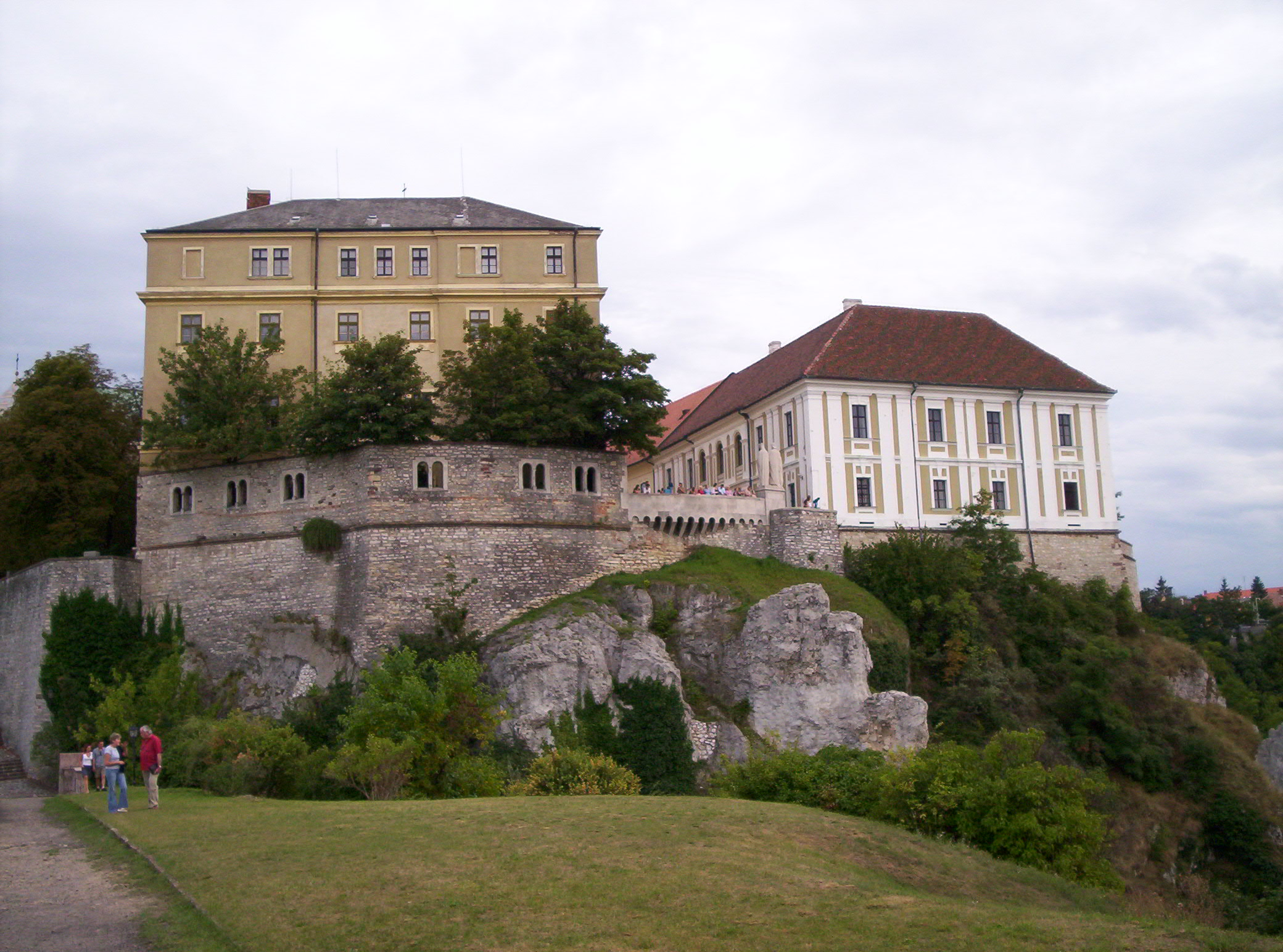
قصر هيل
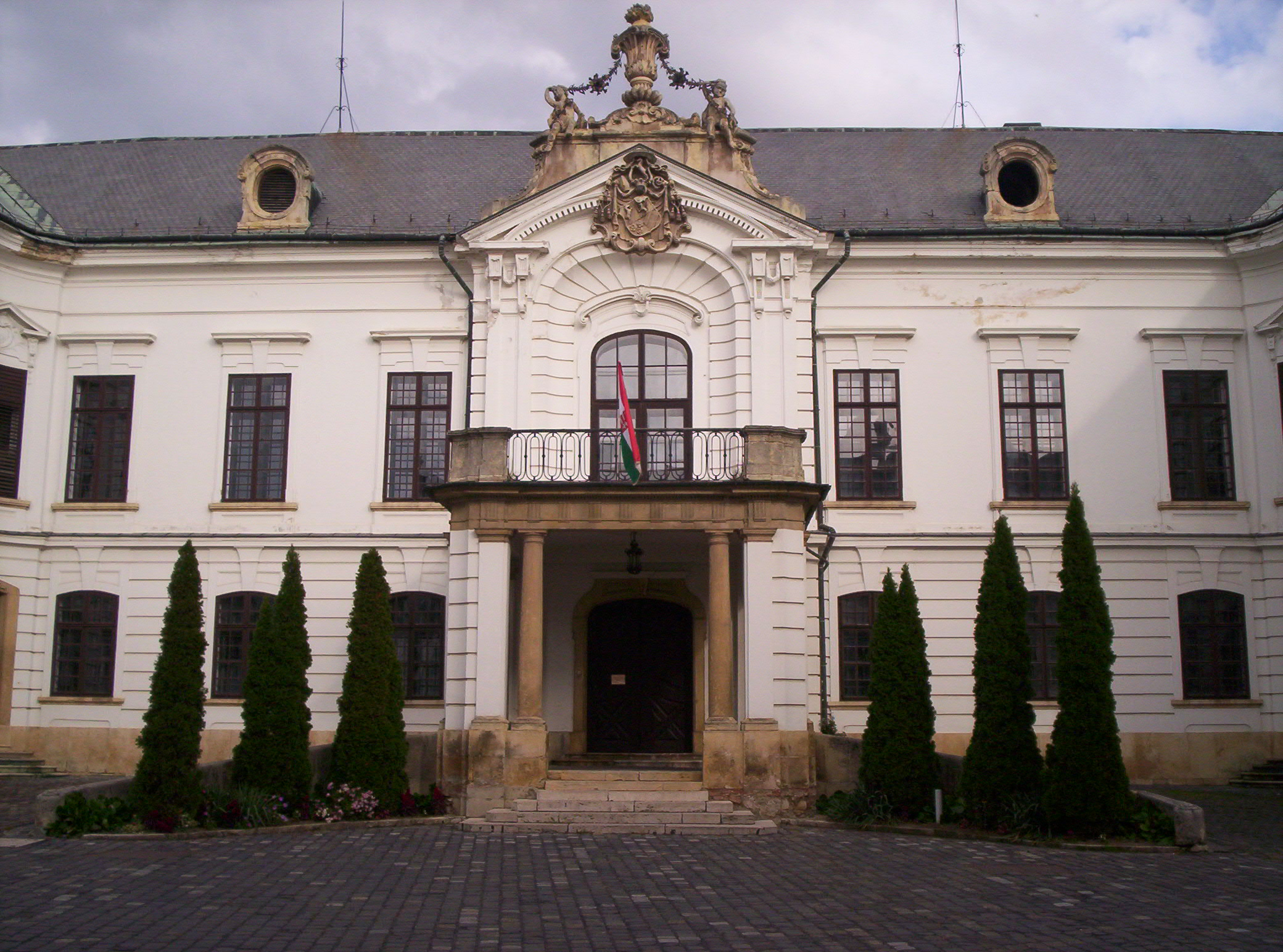
قصر ايبسكوبال
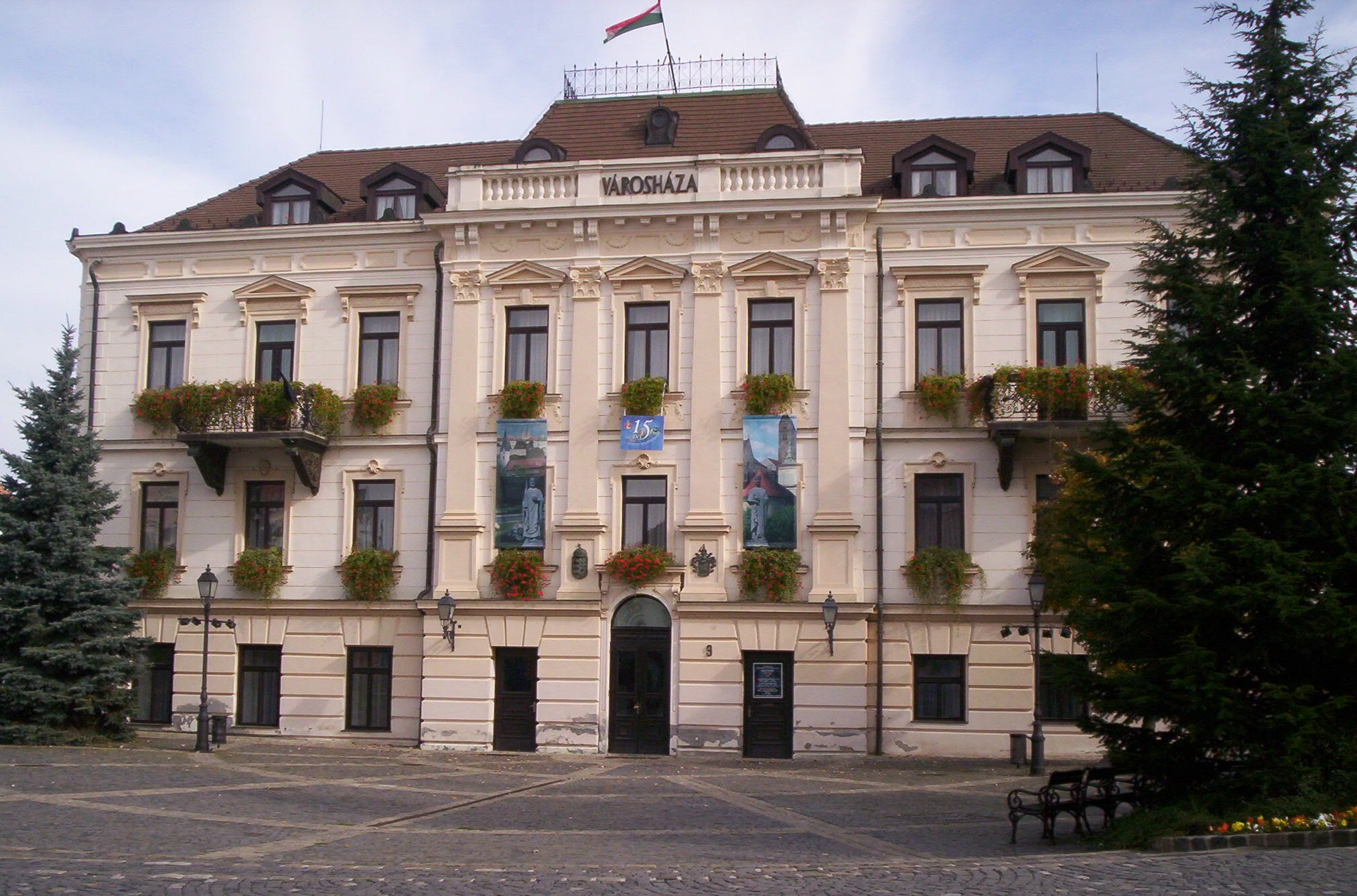
مدينة هال
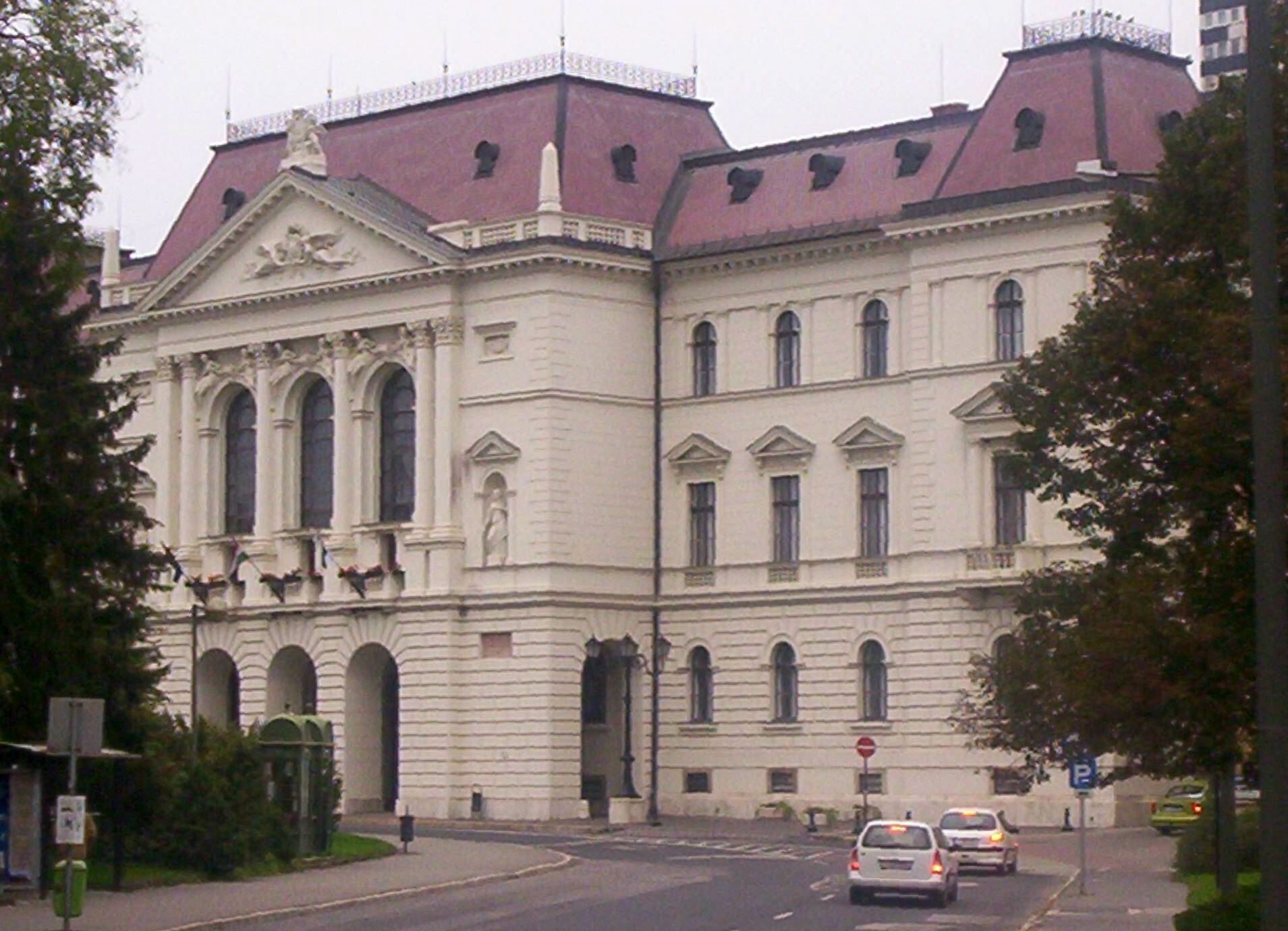
مقاطعة هال
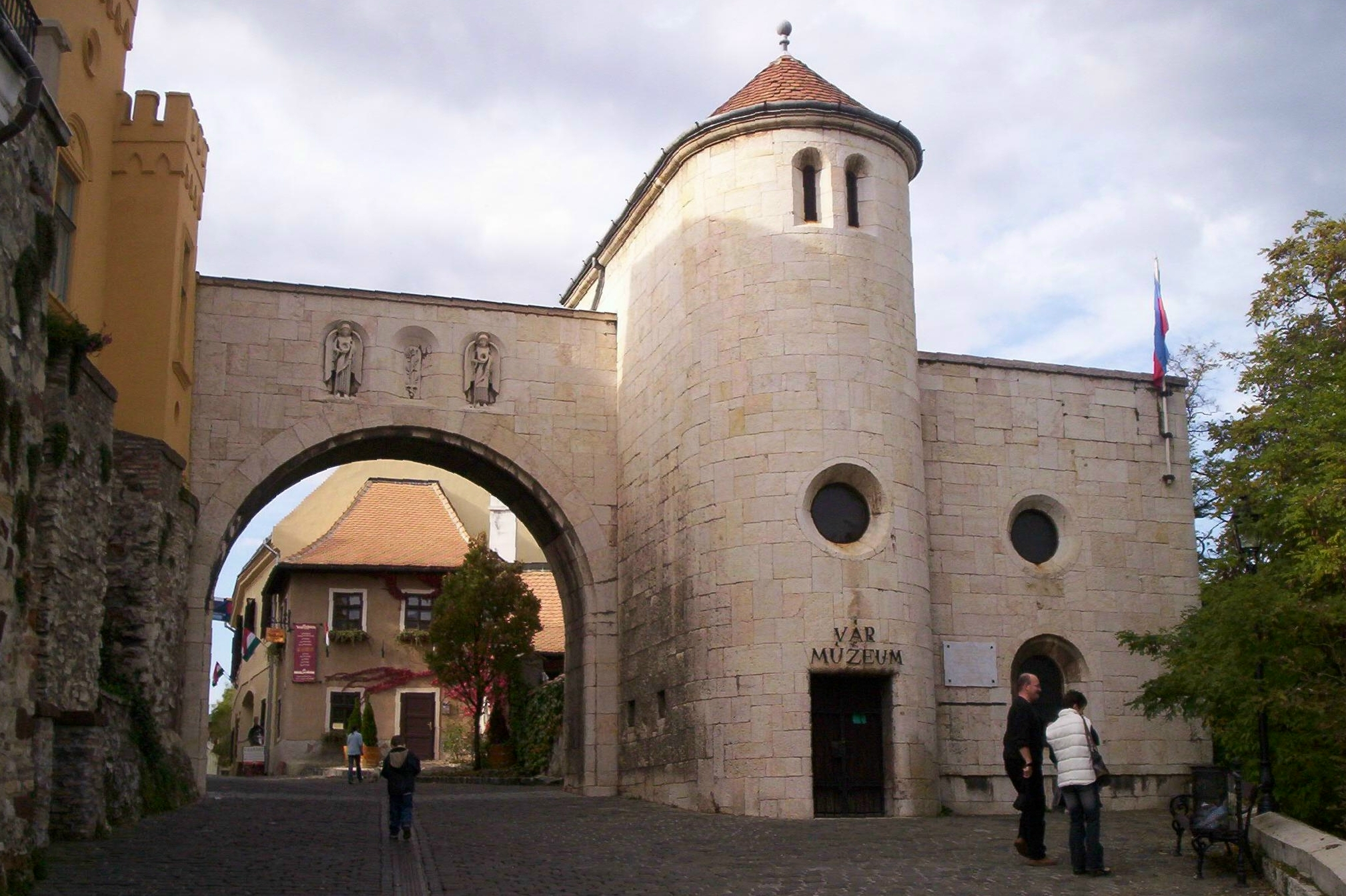
قصر جات
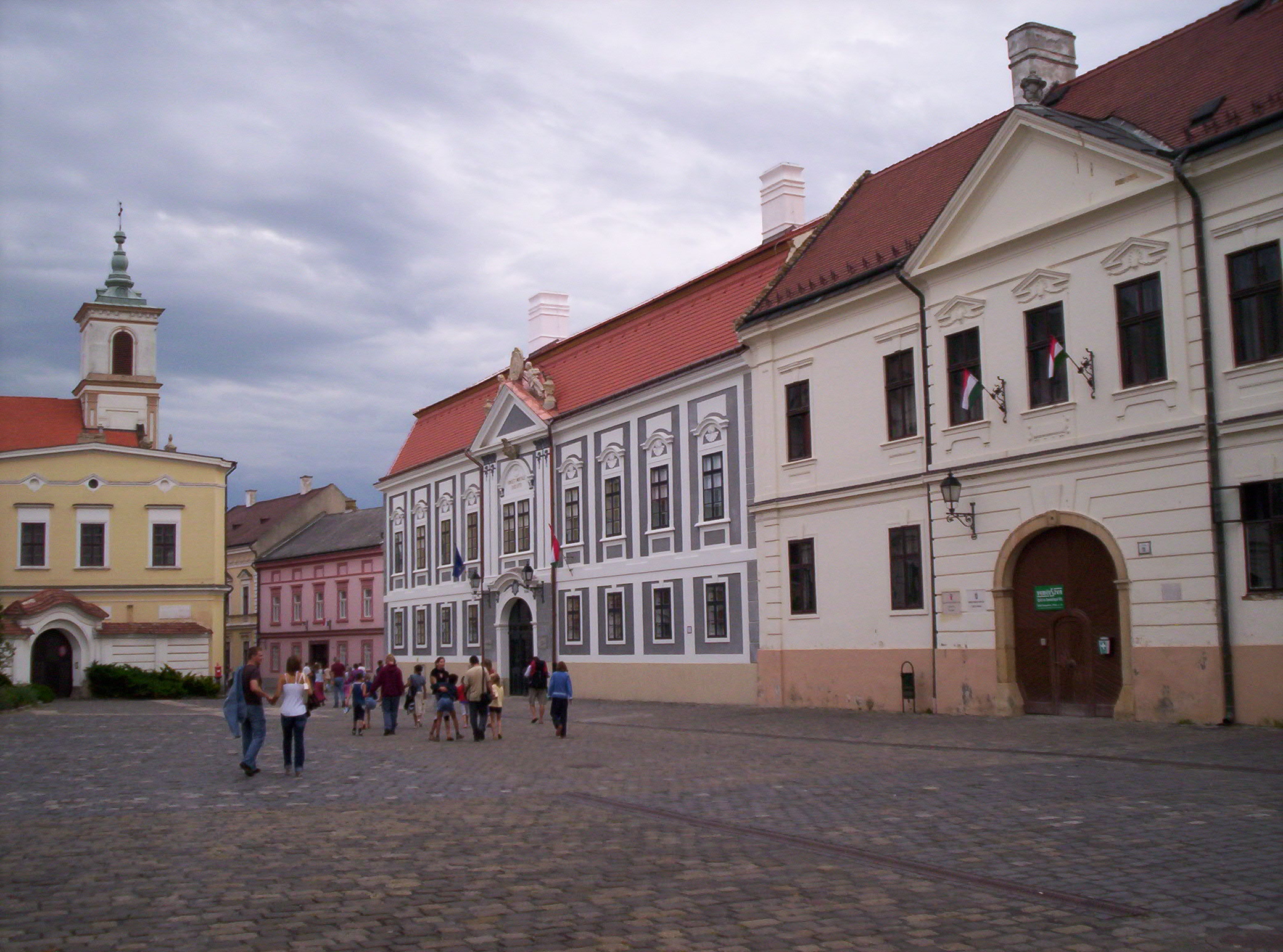
ساحة ترينتي الكبرى
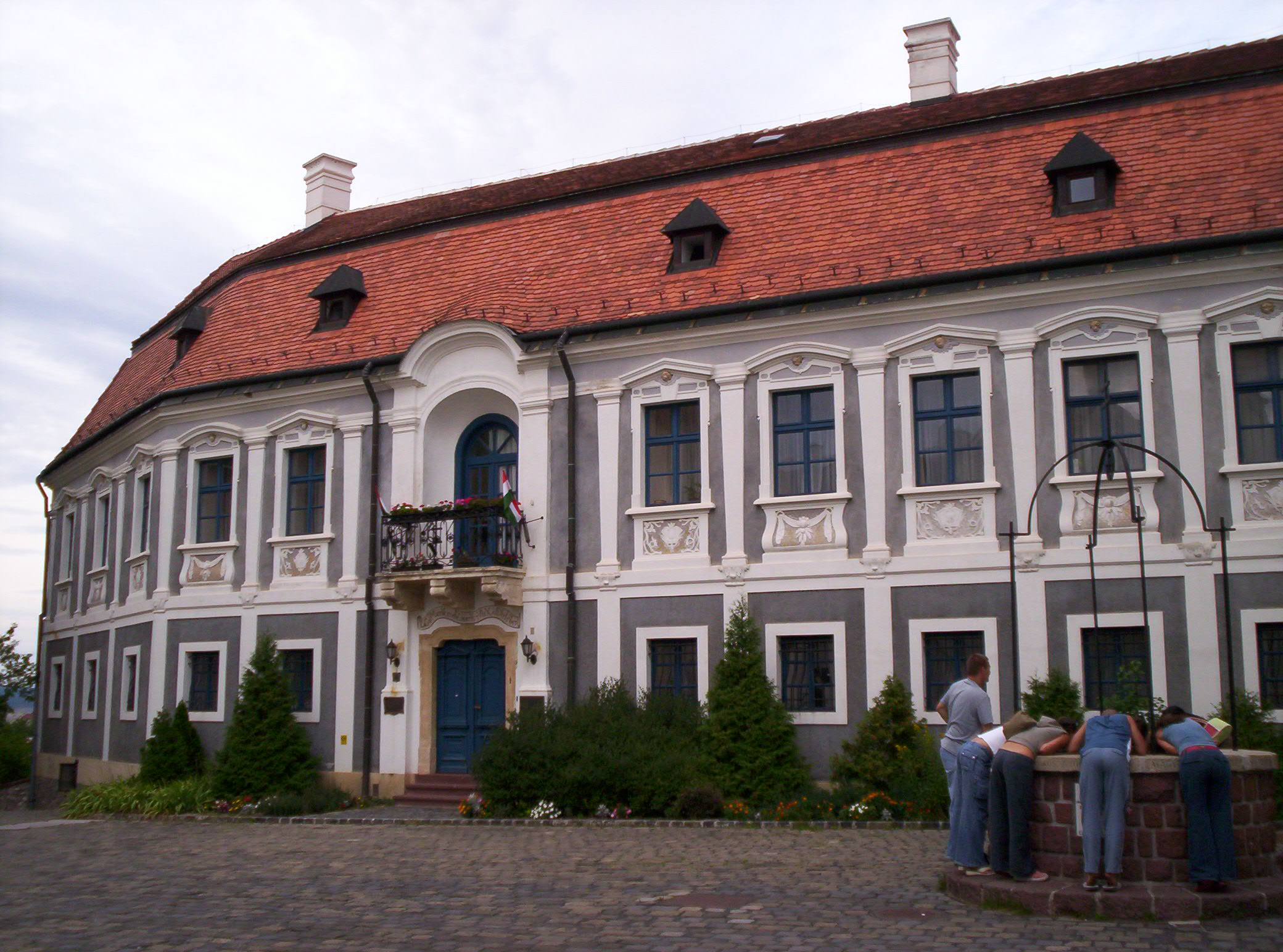
قصر ناجيبرستي
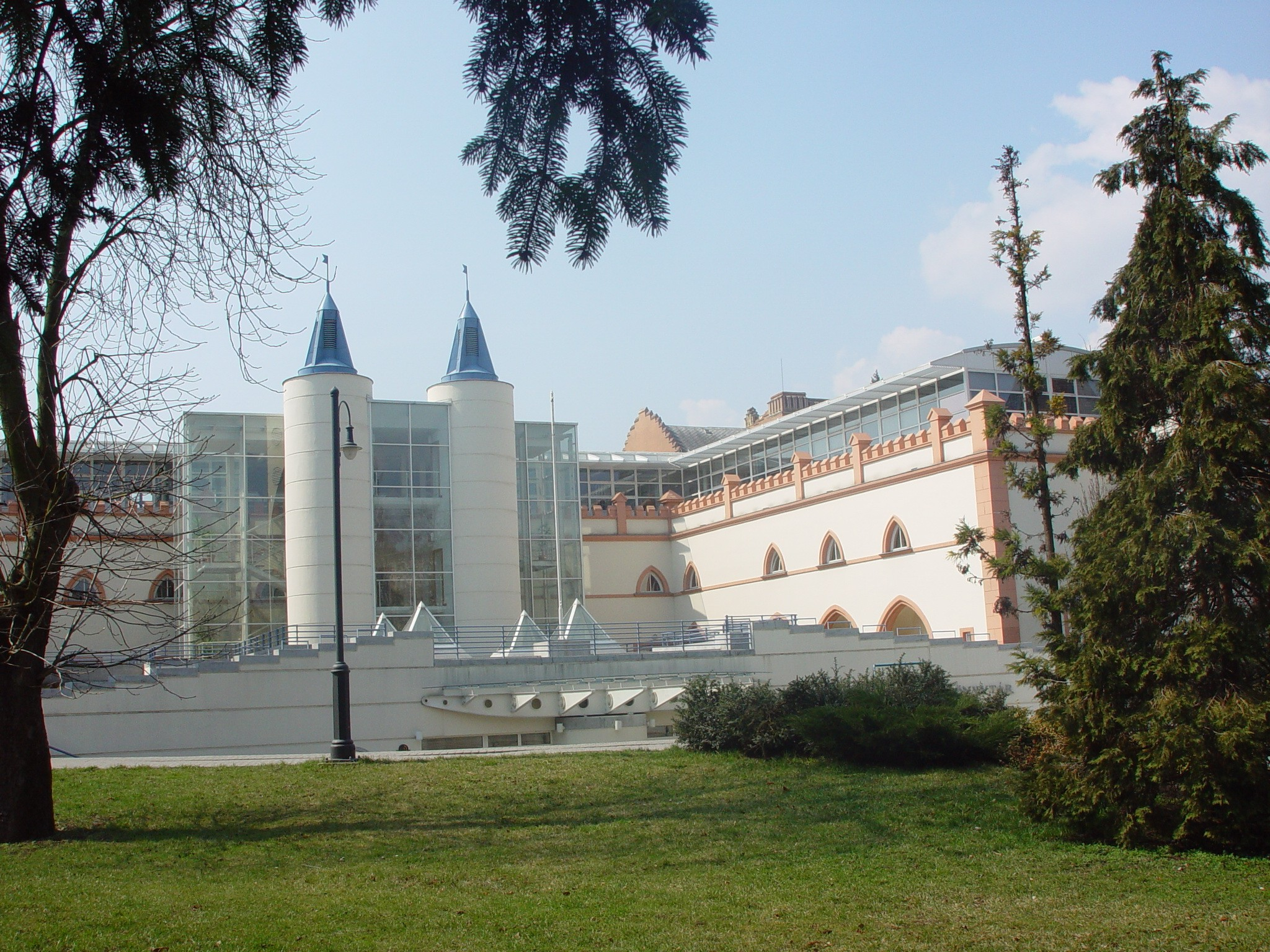
مكتبة فيسبرم
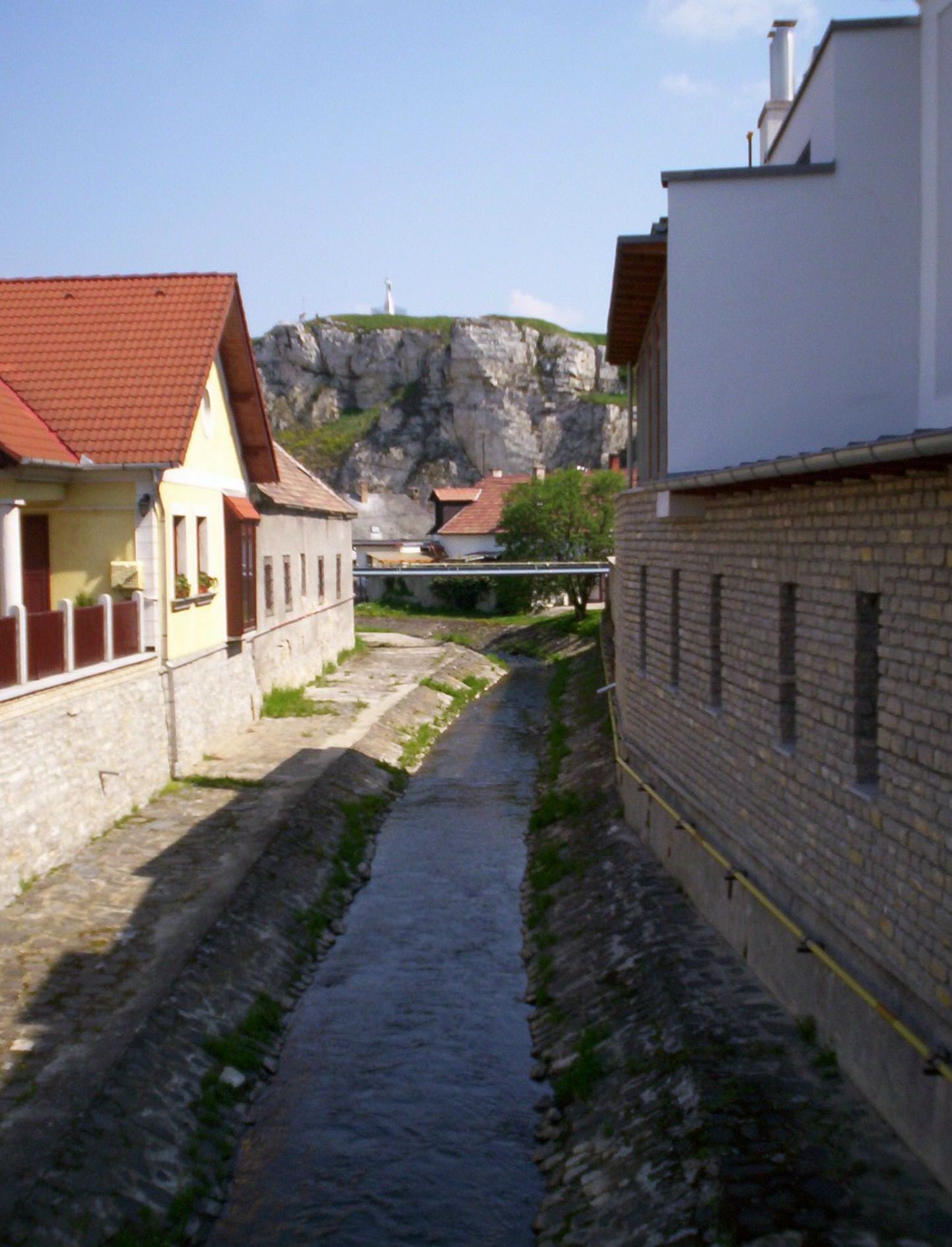

## أعلام
- بلازس كيس
- آدم لانغ
- ليوبولد أوير
- بالاش هورفات
- أنيتا جوربيز
- ماريان كوزما
- تاماش كادار

## وصلات خارجية
- الموقع الرسمي
- الصفحة الإنجليزية نسخة محفوظة 9 سبتمبر 2013 على موقع واي باك مشين. الموقع الرسمي على
- جامعة بانون (جامعة فيسبرم)
- Aerial photography: Veszprém
- Veszprém at funiq.hu

1. ↑  GeoNames (بالإنجليزية), 2005, QID:Q830106
2. ↑  MusicBrainz (بالإنجليزية), MetaBrainz Foundation, QID:Q14005
3. ↑   https://tarnow.pl/Miasto/Wspolpraca-miedzynarodowa/Miasta-partnerskie. {{استشهاد ويب}}: |url= بحاجة لعنوان (مساعدة) والوسيط |title= غير موجود أو فارغ (من ويكي بيانات) (مساعدة)